# Eördögh Alexa
Eördögh Alexa (Budapest, 1980. március 22. –) magyar énekesnő, színésznő.

## Pályafutása
Fiatal korától kezdve énekléssel foglalkozott. A Magyar Rádió Gyermekkórusával több ízben Japánba, Kanadába, egyéb távoli helyekre látogatott már tízéves korától kezdve. Ezzel párhuzamosan a Rock Színház színitanodájában tanult. Játszott a Thália, a Rock Színház, valamint a Budapesti Operettszínház előadásaiban.
Filmes karrierje is meglehetősen korán indult, ám erről hazánkban viszonylag keveset lehetett hallani, mivel forgatott filmjei többnyire külföldön kerültek bemutatásra. Azonban az egykori Családi Kör című sorozatnak rendszeres szereplője volt az akkor mindössze ötéves kislány.
A tévénézők számára az 1995-ben induló Űrgammák című sorozatban tűnt fel mint Csilla zolg. 1996-ban Császár Előddel énekelt közös duettet, ami a Tiltott szerelem című dal volt. A számhoz klip is készült. Nagy sikert aratott az egész országban, a Xénia Láz nevű koncerteken is a fő műsorszám volt. 1997-ben Alexa kiadta első lemezét, ami a Hello Mr. Szerelem címet kapta. Első kislemezként a címadó dal jött ki nagy sikerrel, melyet a budapesti Váci utcán forgattak. A második klip a Forog a világ című számból lett, ami igazán nyári hangulatúra sikeredett. A klipet is egzotikus helyen, a görögországi Szantorini szigetén forgatták le. A harmadik klip kissé egyszerűbbre sikeredett, ez volt a Száz év vagy egy pillanat című szerzemény. Ezután Németországban is kiadott egy albumot.
2000 áprilisában a Playboy címlaplánya volt és 2001 májusában a CKM-ben szerepelt. Utolsó hosszabb munkája Sanghajban zajlott, fél évet töltött kint. Olaszországban is élt és ott járt egyetemre, ahol közgazdász diplomát szerzett. Ezután Németországba költözött szintén főiskolai tanulmányok miatt. A 2001-es terrortámadás után énekelt egy, a tragédia emlékére írt dalban, ami a Félelem címet viseli. Az országos médianyilvánosságtól még 2004-ben visszavonult és csak néha bukkan fel egy-egy riport, meghívás alkalmával. 2013 óta Berlinben él, egy multinacionális cégnél dolgozik (programozással és üzleti adatok elemzésével foglalkozik), és neveli gyerekeit, Noelt (*2011) és Mirát (*2009).

## Diszkográfia
- Helló, Mr. Szerelem (1997)[2]